# Richard Frackowiak

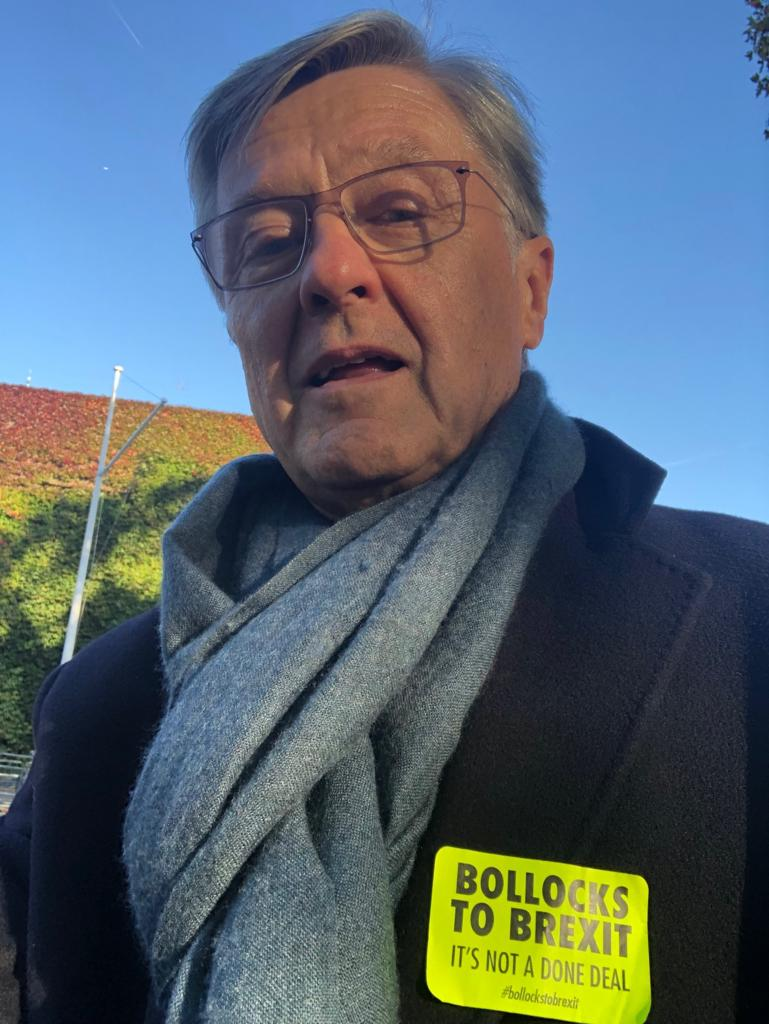
Richard Frackowiak in London (2016)

Richard Stanislaus Joseph Frackowiak (* 26. März 1950 in London) ist ein britischer Neurologe und Neurowissenschaftler am Centre hospitalier universitaire vaudois der Universität Lausanne.
Frackowiak besuchte in London die Schule und studierte an der Cambridge University Medizin. Er erwarb 1983 mit einer Arbeit über die quantitative Messung des zerebralen Blutflusses mit Hilfe der Positronen-Emissions-Tomographie (PET) den Doktor der Medizin. Von 1988 bis 1993 leitete Frackowiak die neurologische Abteilung am Hammersmith Hospital. 1990 erhielt er eine Professur für Neurologie und übernahm 1994 die Leitung der Abteilung für bildgebende Neurowissenschaften am University College London (UCL). 1998 wurde er Direktor des Instituts für Neurologie am UCL, und ab 2002 war er stellvertretender Provost dieses Colleges. Ab 2005 hatte er zusätzlich die Leitung des Département des sciences cognitives (DEC) an der École normale supérieure von Paris inne. 2009 wechselte Frackowiak als Professor und Chefarzt der Neurologie an das Centre hospitalier universitaire vaudois der Universität Lausanne. 2013 erhielt er zusätzlich eine Professur an der École Polytechnique Fédérale de Lausanne und war ebenfalls seit 2013 an dem dort angesiedelten Human Brain Project (HBP) Ko-Direktor für Medizin. 2015 ging Frackowiak in den Ruhestand, ist aber weiter wissenschaftlich an der Universität Lausanne tätig.
Frackowiak beschäftigte sich zunächst mit der Untersuchung pathophysiologischer Veränderungen bei verschiedenen neurologischen Erkrankungen. Seine Arbeiten legten wichtige Grundlagen für die klinische Anwendung der Positronen-Emissions-Tomographie (PET). Anfang der 1990er Jahre wandte er sich Studien zur Darstellung von Hirnfunktionen zu, und seine Arbeitsgruppe nahm eine weltweit führende Position auf dem Gebiet der funktionellen Hirnlokalisation ein – insbesondere durch den Einsatz der funktionellen Magnetresonanztomographie (fMRT), die ohne Strahlenbelastung strukturelle und funktionelle Bilder mit hoher räumlicher Auflösung erzeugt. Der automatisierte Prozess der Bilderzeugung und -analyse konnte so standardisiert werden, dass damit funktionelle Hirnkarten erstellt werden konnten (Voxel-basierte Morphometrie). So konnte die dynamische Plastizität des Gehirns in Funktion und Struktur gezeigt werden – sowohl bei normalen Gehirnen als auch bei denen von Patienten mit neurologischen und neuropsychiatrischen Störungen. Weitere Studien zeigten die Fähigkeit des Gehirns, sich nach Verletzungen durch Üben und Lernen neu zu organisieren.
Zu seinen Mitarbeitern zählte Terence Jones und zu seinen Postdoktoranden Christian Büchel. Frackowiak initiierte gemeinsam mit dem Neurowissenschaftler Henry Markram und dem Physiker Karlheinz Meier das von der Europäischen Kommission geförderte Human Brain Project. Er gehört zu den Koordinatoren der Faculty of 1000 auf dem Gebiet der neurologischen Störungen. Stand Oktober 2023 und laut Google Scholar hat Richard Frackowiak einen h-Index von 217.
Frackowiak ist verheiratet und hat drei Kinder.

## Schriften (Auswahl)
- Friston, K. J., Holmes, A. P., Worsley, K. J., Poline, J. P., Frith, C. D., & Frackowiak, R. S. (1994): Statistical parametric maps in functional imaging: a general linear approach. Human brain mapping, 2(4), 189–210.
- Fletcher, P. C., Happe, F., Frith, U., Baker, S. C., Dolan, R. J., Frackowiak, R. S., & Frith, C. D. (1995): Other minds in the brain: a functional imaging study of “theory of mind” in story comprehension. Cognition, 57(2), 109–128.
- Eleanor A. Maguire, Neil Burgess, James G. Donnett, R. S. J. Frackowiak, Chris Frith, John O’Keefe: Knowing Where and Getting There: A Human Navigation Network. In: Science. Band 280, Nr. 5365, 1998, S. 921–924, doi:10.1126/science.280.5365.921
- Frackowiak, Richard, and Henry Markram: The future of human cerebral cartography: a novel approach. Philosophical Transactions of the Royal Society B: Biological Sciences 370.1668 (2015): 20140171.

## Auszeichnungen (Auswahl)
- 1995 Mitglied der Academia Europaea[4]
- 1997 Neuronal Plasticity Prize (mit Antonio Damasio und Michael Merzenich) für Hirnkartierung und deren Plastizität[5]
- 1997 Preis der Feldberg Foundation[6]
- 1999 Ehrendoktorat der Universität Lüttich
- 2000 Ehrenmitglied der American Neurological Association
- 2003 Ig-Nobelpreis „für den gebrachten Beweis, dass die Gehirne von Londoner Taxifahrern besser entwickelt sind als die ihrer Mitbewohner“[7]
- 2004 Zülch-Preis für „bildgebende Messverfahren zur Untersuchung der funktionellen Architektur des menschlichen Gehirns“[8]
- 2013 Mitglied der Polnischen Akademie der Wissenschaften[9]